# Apalonia cayennicola
Apalonia cayennicola (лат.) — вид жуков-стафилинид рода Apalonia из подсемейства Aleocharinae. Французская Гвиана. Мирмекофильный вид.

## Описание
Мелкие коротконадкрылые жуки. Мирмекофильный вид. Длина тела 1,8 мм. Блестящее и чёрно-коричневое тело с красновато-коричневой переднеспинкой и жёлто-коричневым основанием брюшка; коричневые усики с тремя базальными антенномерами и одиннадцатым жёлто-красноватым; ноги красновато-жёлтые, бедра с коричневыми пятнами. Глаза при виде сверху длиннее постокулярной области. Второй антенномер короче первого, третий по длине от четвертого до десятого поперечные. Этимология: новый вид получил свое название от города Кайенна во Французской Гвиане.  Формула лапок 4-5-5. Голова с отчетливой шеей. Максиллярные щупики состоят из 4 члеников, а лабиальные щупики из 3 сегментов.
Вид был впервые описан в 2015 году итальянским энтомологом Роберто Пейсом (Roberto Pace; 1935—2017) по материалам из Южной Америки (Французская Гвиана).